# Fridolin Huber (Geistlicher)
Fridolin Huber, ab 1840 von Huber (* 21. Oktober 1763 in Hochsal; † 17. Oktober 1841 in Deißlingen), war ein deutscher römisch-katholischer Geistlicher und Theologe.

## Leben
Huber stammte aus der Grafschaft Hauenstein und war in ärmlichen Verhältnissen aufgewachsen. Er studierte an der Universität Freiburg im Breisgau Theologie und empfing am 20. September 1789 die Priesterweihe. Seine Promotion zum Dr. theol. et iur. can. erfolgte 1793. Im selben Jahr wurde er Kaplan in Oberndorf am Neckar, 1796 Pfarrer in Waldmössingen. Ab 1806 war er auch Prüfer für die Examen der Pfarramtskandidaten.
Huber erhielt 1809 die Pfarrei von Deißlingen. Diese hatte er bis zu seinem Tod inne. Von 1825 bis 1828 war er außerdem Regens des Priesterseminars in Rottenburg. Zu seinem Priesterjubiläum 1839 wurde ihm der Titel Kirchenrat verliehen.
Huber war neben der seelsorgerischen Arbeit auch als Theologe wissenschaftlich und schriftstellerisch aktiv. Er gilt als bedeutender Aufklärungstheologe. Befreundet war er mit Benedikt Alois Pflanz, in dessen Freymüthige Blätter über Theologie und Kirchenthum er regelmäßig veröffentlichte, ebenso wie mit Ignaz Heinrich von Wessenberg, den er durch Schriften zu unterstützen versuchte.
Huber vermachte sein Vermögen dem Schulfonds seiner Gemeinde sowie deren Armenhilfe. Huber erhielt 1840 das Ritterkreuz des Ordens der Württembergischen Krone, mit dem die Nobilitierung verbunden war.

## Werke (Auswahl)
- Ausführliche Bekehrungsgeschichte des Philipp Luchs, eines Jauners, welcher den 10 Juni 1799 zu Sulz am Neckar durch den Strang hingerichtet wurde, Schulbuchhandlung, Rottweil 1799.
- Wessenberg und das päbstliche Breve, Hopfer de l'Orme, Tübingen 1817.
- (Hrsg.) Freymüthige Darstellung der Ursachen des Mangels an katholischen Geistlichen: nebst den sichersten Mitteln zur Abhülfe, Gutachten der  Theologischen Fakultät der Universität Landshut, kommentiert herausgegeben von Fridolin Huber, Herder, Rottweil 1818.
- Vollständige Beleuchtung der Denkschrift über das Verfahren des römischen Hofes bey der Ernennung des Generalvikars Fr. v. Wessenberg zum Nachfolger im Bisthum Konstanz, Herder, Rottweil 1819.
- Leitfaden zu dem christlichen Unterricht über den Eid, Bannhard, Konstanz 1822.
- Vertheidigung der katholischen Religion gegen Angriffe neuerer Zeit, Andreä, Frankfurt am Main 1826.
- Handbuch der Religion für das erwachsene christkatholische Volk, 2. Auflage, Herder, Rottweil 1828.
- Ueber den Rücktritt katholischer Geistlichen höherer Weihen in den Laienstand, Hasper, Karlsruhe 1833.